# أحمد قصي الطائي
أحمد قصي الطائي ( 22 يوليو 1965 - 2008) هو جنديًا في الجيش الأمريكي اختطف في أكتوبر 2006 في بغداد وقُتل لاحقًا على يد خاطفيه؛ وكان آخر عسكري أمريكي مفقود من حرب العراق يتم استرداده.

## الحياة المبكرة والتعليم
وُلد الطائي في العراق في 22 يوليو 1965، لقصي ونوال الطائي. في سن التاسعة، هاجر مع عائلته من العراق إلى المملكة المتحدة قبل الانتقال إلى الولايات المتحدة، واستقر في آن آربر. كان من أصول سنية وشيعية مختلطة.

## المسيرة العسكرية
انضم الطائي إلى احتياطي الجيش الأمريكي في ديسمبر 2004. تم تعبئته في أغسطس 2005 ونُشر في العراق في نوفمبر 2005. خلال خدمته في الجيش الأمريكي، عمل الطائي كمترجم.

### أسير حرب
في 23 أكتوبر 2006، غادر الطائي قاعدته العسكرية في العراق دون إذن أو علم رؤسائه. يُعتقد أنه كان في حي الكرادة الشرقية في وسط بغداد لزيارة عائلة زوجته الثانية، إسراء عبد الستار، طالبة في الجامعة المستنصرية. تم اختطافه من قبل مسلحين وإجباره على دخول مركبة في انتظاره.
في 2 نوفمبر 2006، تم إبلاغ عمه أنتفاذ قنبر، المتحدث السابق باسم المؤتمر الوطني العراقي، بمطالبة بفدية للإفراج عنه. اتصل قنبر بوسيط موثوق به من قبل الخاطفين. وفي مكان سري في بغداد، التقى الوسيط بأفراد من المجموعة الذين عرضوا عليه فيديو غير واضح على شاشة هاتف محمول لرجل زعموا أنه الطائي، مضروبًا ومدمى، وطالبوا بمبلغ 250,000 دولار من عائلة الجندي للإفراج عنه.
ذكر قنبر أنه لن يتحدث عن السعر حتى يرى دليلاً على أن الطائي لا يزال على قيد الحياة. اقترح قنبر أن يصف ابن أخيه داخل منزله في آن آربر أو أن يلتقط الخاطفون صورة للجندي وهو يحمل جريدة حديثة بحلول 4 نوفمبر 2006 الساعة 12:00 ظهرًا.
ذكرت الحكومة الأمريكية في 11 نوفمبر 2006 أنها تقدم مكافأة قدرها 50,000 دولار أمريكي مقابل معلومات تؤدي إلى استرداد جثة الطائي.
في 14 فبراير 2007، نُشر فيديو يثبت أن الطائي على قيد الحياة على موقع ويب تابع لميليشيا شيعية. ادعت مجموعة غير معروفة سابقًا تسمى "ألوية أهل البيت" مسؤوليتها عن اختطاف الطائي. أظهر الفيديو الذي مدته ثماني ثوانٍ الطائي يقرأ من ورقة ولكن لم يُسمع أي صوت. بدا عليه النحول ولكن بحالة صحية جيدة. حدد عمه أنه الرجل الموجود في الفيديو.
كان الطائي آخر عسكري أمريكي يتم التحقق من مصيره في العراق. تم اختطافه عندما كان برتبة جندي متخصص وتمت ترقيته إلى رقيب، ثم إلى رئيس رقباء.
في 26 فبراير 2012، أبلغ ضباط الجيش الأمريكي عائلة أحمد الطائي أنه تم تأكيد وفاته. كشف فحص رفاته أنه أُطلق عليه رصاصة في الجذع وأخرى في الرقبة بعد تعرضه للضرب المبرح. تم تسليم رفات الطائي كجزء من اتفاقية عفو بين الحكومة العراقية والمجموعة المسلحة عصائب أهل الحق. تعتقد عائلة الطائي أنه قُتل في نهاية عام 2008.

## الحياة الشخصية
كانت زوجة الطائي الأولى هي ليندا رايسي من فارمنغتون هيلز.

## روابط خارجية
- Search goes on for missing Americans in Iraq
- A Ransom Demand for the Missing U.S. Soldier
- Parents call missing U.S. soldier 'man of peace'
- Report: Abducted GI had married Iraqi woman
- Iraqi prime minister gives U.S. envoy an earful in private talks
- US names kidnapped soldier